# マリヤン・ラデスキ
マリヤン・ラデスキ（マケドニア語: Марјан Радески、1995年2月10日 - ）は、マケドニア共和国のサッカー選手。マケドニア共和国代表。ポジションはFW。

## クラブ歴
2012年にFK 11オクトムヴリのトップチームで出場し、同年夏にFKメタルルグ・スコピエに移籍。2013年に最優秀若手選手賞に輝いた。2015年にKFシュケンディヤに移籍。

## 代表歴
2014年6月18日に行われた中華人民共和国代表戦で73分にA代表初出場であったブラゴヤ・トドロフスキに代えて投入されてA代表初出場。2016年5月29日に行われたアゼルバイジャン代表戦で代表初得点。

## 個人成績
2018年3月20日現在
代表での得点一覧
| # | 日附          | 場所                                                 | 対戦相手         | 得点 | 結果 | 大会     |
| - | ------------- | ---------------------------------------------------- | ---------------- | ---- | ---- | -------- |
| 1 | 2016年5月29日 | バド・エルラッハ・スポルトプラッツ・バド・エルラッハ | アゼルバイジャン | 1–0  | 3–1  | 親善試合 |